# Hang động Belianska
Hang động Belianska (tiếng Slovak: Belianska jaskyňa) là hang động có thạch nhũ lớn nhất và duy nhất được mở cửa cho công chúng trong Vườn quốc gia Tatra, Slovakia. Hang động này tọa lạc ở thị trấn Vysoké Tatry (gần làng Tatranská Kotlina), thuộc huyện Poprad, Vùng Prešov. Hang động Belianska được công nhận là một di tích tự nhiên cấp quốc gia vào năm 1979.

## Mô tả
Lối vào hang động Belianska nằm trên sườn phía bắc của đồi Kobylie, ở độ cao 890 m so với mực nước biển. Tổng chiều dài của hang là khoảng 3,8 km  (theo số liệu năm 2007 là 3641 m) với độ cao chênh lệch là 168 m. Trong đó, phần hang động mà du khách tham quan được dài hơn 1,3 km. Thời gian tham quan kéo dài khoảng 70 phút. Nhiệt độ trong hang dao động từ 5 đến 6,3 °C.

## Lịch sử
Hang động Belianska đã được phát hiện từ rất lâu về trước. Trên các bức tường đá ở phần lối vào hang động có những cái tên và dấu tích do con người để lại. Vì vậy, những người đào vàng rất có thể đã phát hiện hang động này vào thế kỷ 18. Tuy nhiên, họ vẫn giữ bí mật trong nhiều năm. Mãi đến giai đoạn 1881 - 1882, A. Kaltstein, I. Verbovszky và J. Britz cùng những nhà thám hiểm khác đã phát hiện ra hang động này. Sau đó, hang động Belianska bắt đầu mở cửa đón du khách vào năm 1884. Năm 1896, nơi đây được lắp đặp thêm hệ thống đèn điện chiếu sáng.